# Săcăleni
Săcăleni – wieś w Rumunii, w okręgu Neamț, w gminie Poienari. W 2011 roku liczyła 335 mieszkańców.